# Russell Ferrante
Russell Ferrante, född 18 januari 1952 i San Jose, Kalifornien, är en amerikansk jazzpianist.
1977 bildade gitarristen Robben Ford det bluesorienterade bandet Robben Ford Group där Ferrante var keyboardist. 1981 bytte gruppen namn till Yellowjackets och musiken blev mer inriktad på jazz fusion. Så småningom tog Ferrante över ledarskapet i gruppen.
Ferrante har skrivit det mesta av bandets repertoar.